# 1534
1534 (MDXXXIV) var ett normalår som började en torsdag i den julianska kalendern.

## Händelser

### Februari
- 2 februari – Lübeck (under ledning av greve Kristofer av Oldenburg) vill återinsätta Kristian II på den danska tronen. För att förhindra detta ingår Gustav Vasa och Danmarks nye tronpretendent, Kristian (III), denna dag ett förbund. Gustav hjälper Kristian att slå ned ett uppror i Skåne.

### Mars
- Mars – Fribourg lämnar 1526 års allians med Bern och Genève.[1]

### Juni
- 9 juni – Fransmannen Jacques Cartier upptäcker Saint Lawrencefloden i Nordamerika.
- 23 juni – Köpenhamn kapitulerar för greve Kristofer av Oldenburgs trupper, som officiellt kämpar för den avsatte danske kungen Kristian II:s räkning. Några dagar senare kapitulerar även Malmö för grevens styrkor.[2][3]

### Juli
- 4 juli – Kristian III utropas under det pågående danska inbördeskriget grevefejden till kung av Danmark och Norge.[2][3]
- 24 juli – Frankrike gör anspråk på Saint Lawrencefloden som Nya Frankrike.[4]

### Oktober
- 13 oktober – Sedan Clemens VII har avlidit den 25 september väljs Alessandro Farnese till påve och tar namnet Paulus III.
- 31 oktober – Svenskarna erövrar Halmstad.

### November
- 3 november – Suprematiakten gör Englands kung till anglikanska kyrkogemenskapens överhuvud.

### Okänt datum
- Luther-Bibeln, Martin Luthers översättning av Bibeln till tyska från grundspråken, utkommer.
- Gustav och Kristian inleder ett krig mot Lübeck, Grevefejden, där de hindrar stadens planer.
- Gustav sänder en flotta mot Viborg, vars länsherre har ställt sig på Lübecks sida. Anfallet lyckas och tyskarna förlorar sitt inflytande i Finland.
- Greve Johan av Hoya går över till Gustav Vasas fiender.
- Dalern införs i det svenska valutasystemet, vilket därigenom närmar sig det europeiska.
- Laurentius Petri låter fylla igen offerkällan i Sånga vid Ångermanälven.
- Paracelsus skriver Von der Bergsucht (Om bergssjukan).

## Födda
- 1 juli – Fredrik II, kung av Danmark och Norge 1559–1588.
- José de Anchieta, spanska krönikör, poet och dramatiker.
- Eleonora av Österrike, hertiginna av Mantua.
- James Hepburn, skotsk prinsgemål 1567 (gift med Maria I) (född omkring detta år)

## Avlidna
- 5 mars – Correggio, italiensk målare.
- 25 september – Clemens VII, född Giulio de' Medici, påve sedan 1523.
- 23 november – Beatriz Galindo, spansk humanist
- 23 december – Otto Brunfels, tysk naturforskare.
- 27 december – Antonio da Sangallo d.ä., italiensk arkitekt.
- Enrique Egas, spansk arkitekt och byggmästare.
- Elizabeth Barton, engelsk profet och visionär.

### Fotnoter
1. ↑  World Statesmen (läst 7 april 2011)
2. 1 2  Collins, WE (1903) The Scandinavian North, in AW Ward, GW Prothero & Stanley Leathes (eds.) The Cambridge Modern History. Cambridge Univ. Press, pp. 599-638.
3. 1 2  Pollard, AF (1903) The conflict of creeds and parties in Germany, in AW Ward, GW Prothero & Stanley Leathes (eds.) The Cambridge Modern History. Cambridge Univ. Press, pp. 206-245.
4. ↑  World Statesmen